# De tre små grise (sang)
 For alternative betydninger, se De tre små grise (flertydig). (Se også artikler, som begynder med De tre små grise)
"De tre små grise" er en dansk sang af det danske pop/rock-band Shu-bi-dua fra deres tredje album Shu-bi-dua 3 fra 1976. 
Sangen omhandler tre små grise fra det klassiske eventyr med adskillige referencer til Disneys animationsfilm fra 1933, som udkom i Danmark i 1951. Teksten fortæller om de tre grise, der frygter Store Stygge Ulv, der "laver fælder, graver huller hele dagen lang" for at fange dem og lave dem til flæskesteg.

## Medvirkende
Sangen er skrevet af Shu-bi-dua.
Shu-bi-dua
- Niels Grønbech - Bas
- Bosse Hall Christensen - Trommer, percussion, vokal
- Claus Asmussen - Guitar
- Michael Hardinger - Guitar, vokal
- Jens Tage Nielsen - Keyboard, vokal
- Michael Bundesen - vokal, harmonika

Øvrige medvirkende
- Michael Elo - kor
- Svend Asmussen -  Bas, guitar

Teknisk personale
- Claus Asmussen - ingeniør
- Shu-Bi-Dua - Producer
- Svend Asmussen - arrangement